# Liste des abbés de Saint-Antoine
Les reliques de Saint Antoine déposées à Saint-Antoine-en-Viennois attiraient de nombreux pèlerins souffrant du mal des ardents. Autour de 1095, Gaston constitue une Fraternité laïque pour apporter une assistance médicale et sociale aux malades. Cette communauté de « frères de l’Aumône » sera placée sous la règle de saint Augustin, par la bulle du 22 avril 1247. Elle aura à sa tête des « Grands-Maîtres » jusqu’en 1297. Date à laquelle le pape Boniface VIII, élève le prieuré de Saint-Antoine-en-Viennois en abbaye ; l’abbé de cette abbaye est aussi à la tête de l’ordre hospitalier de Saint-Antoine.
La liste des grands maîtres et des abbés de Saint-Antoine, donnée dans l’ouvrage de référence de Mischlewski se présente ainsi:

## Les Grands-Maîtres de la Maison de l'Aumône de Saint-Antoine
| Les Grands-Maîtres    |               |                                     |
| 1. Gaston             | vers 1100     |                                     |
| 2. Étienne (I)        |               | 1131                                |
| 3. Guillaume Roux     | 11??          |                                     |
| 4. Pierre Soffred     | 1181          | 120?                                |
| 5. Burnon de Lemps    | 120?          | 1205, février                       |
| 6. Falco              | 1208          | vers 1220                           |
| 7. Jocelin            | 1223, 4 mars  |                                     |
| 8. Étienne (II)       | 1230          | 1237, septembre                     |
| 9. Lantelme           | 123?          | 1241                                |
| 10. Falque Mathion    | 1242          | 1254                                |
| 11. Guillaume Soffred | 1254          | 1262, août                          |
| 12. Ponce Roux        |               | 1267, 1er septembre                 |
| 13. Guillaume Daniel  | 1267          | 1273, 12 avril                      |
| 14. Étienne (II)      |               |                                     |
| 15. Aymon de Montagne | 1274, 27 mars | 1297, 17 juin nomination comme abbé |

## Les abbés de l'abbaye de Saint-Antoine
| Les abbés                              |                  |                                                   |
| 1. Aymon de Montagne                   | 1297, 17 juin    | 1316, 30 oct.                                     |
| 2. Ponce de Layrac                     | 1316, 30 déc.    | 1328, 24 août                                     |
| 3. Guillaume Mitte                     | 1328, 31 août    | 1342, 2 oct.                                      |
| 4. Pierre Lobet                        | 1342, 7 oct.     | 1369, 26 juillet                                  |
| 5. Ponce Mitte                         | (1369, 3 nov.)   | 1374, 15 juillet                                  |
| 6. Bertrand Mitte                      | (1374, 25 août)  | 1389, 26 juillet                                  |
| 7. Gérenton de Chateauneuf             | (1389, 16 sept.) | avant 1410, 28 janv.                              |
| 8. Hugues de Chateauneuf               | (1410, 28 janv.) | résigne avant le 30 avril 1418                    |
| 9. Falque de Montchenu                 | 1418, 4 mai      | 1418, 31 octobre                                  |
| 10. Artaud de Grandval                 | 1418, 22 déc.    | 1427, 18 sept.                                    |
| 11. Jean de Polley                     | 1427, 26 sept.   | 1438, 5 juillet                                   |
| 12. Humbert de Brion                   | 1438, 14 nov.    | 1459, 8 mai                                       |
| 13. Benoît de Montferrand              | 1460, 26 avril   | transféré à l'évêché de Coutance en 1470, 5 sept. |
| 14. Jean Jouguet                       | 1470, 5 sept.    | 1482, 15 oct.                                     |
| 15. Antoine de Brion                   | 1482, 11 déc.    | 1490, 27 juin                                     |
| 16. Antoine de Rochemaure              | 1490, 5 nov.     | 1493, 21 oct.                                     |
| 17. Pierre de l’Aire                   | 1493, 4 nov.     | 1495, 2 janv.                                     |
| 18. Théodore de Saint-Chamond          | 1495, 9 mars     | 1526, 28 déc.                                     |
| 19. Antoine de Langeac                 | 1529, 7 juin     | 1537, 10 août                                     |
| 20. Jacques de Joyeuse                 | 1537, 24 sept.   | 1542, 29 juin                                     |
| 21. François de Tournon                | 1542, 20 oct.    | 1546, oct.                                        |
| 22. François de Langeac                | 1546, oct.       | 1562, 14 janv.                                    |
| 23. Louis de Langeac                   | 1555, 16 déc.    | 1597, 24 sept.                                    |
| 24. Antoine Tholosain                  | 1597, 15 oct.    | 1615, 12 juillet                                  |
| 25. Antoine Brunel de Grammont         | 1615, 14 juillet | 1634, 16 nov.                                     |
| 26. François Marchier                  | 1634, 18 nov.    | 1636, 19 août                                     |
| 27. Jean Chastain                      | 1636, 13 oct.    | 1645, 2 juin                                      |
| 28. Jean Rasse                         | 1645, 18 nov.    | 1673, 20 nov.                                     |
| 29. Jean Sup de Chatillon              | 1676, mars       | 1678, 5 mars                                      |
| 30. Antoine Payn la Jasse              | 1678             | 1687, 27 nov.                                     |
| 31. George-Paul de Maulevrier Langeron | 1688, mars       | 1700, 21 sep.                                     |
| 32. Jean Danthon                       | 1702, 5 sept.    | 1732, 6 sept.                                     |
| 33. Nicolas Gasparini                  | 1732, 25 nov.    | 1747, mai                                         |
| 34. Étienne Galland                    | 1747, 11 juillet | 1768                                              |
| 35. Jean-Marie Navarre                 | 1769, 19 janv.   | 1776, 17 déc.                                     |